# Новосёлки (Луцкий район)
Новосёлки (укр. Новосілки) — село в Гороховской городской общине Луцкого района Волынской области Украины.
До 2020 года входило в Гороховский район.
Код КОАТУУ — 0720884801. Население по переписи 2001 года составляет 531 человек. Почтовый индекс — 264032. Телефонный код — 3379. Занимает площадь 1,185 км².